# Metschnikowia agaves
Metschnikowia agaves är en svampart som beskrevs av Lachance 1993. Metschnikowia agaves ingår i släktet Metschnikowia och familjen Metschnikowiaceae.   Inga underarter finns listade i Catalogue of Life.